# شیطان کوچک
شیطان کوچک (به انگلیسی: Little satan; عبری: השטן הקטן‎) یک لقب ضد صهیونیستی است که به خصوص از سوی رهبران ایرانی برای اشاره به اسرائیل به کار برده می‌شود.

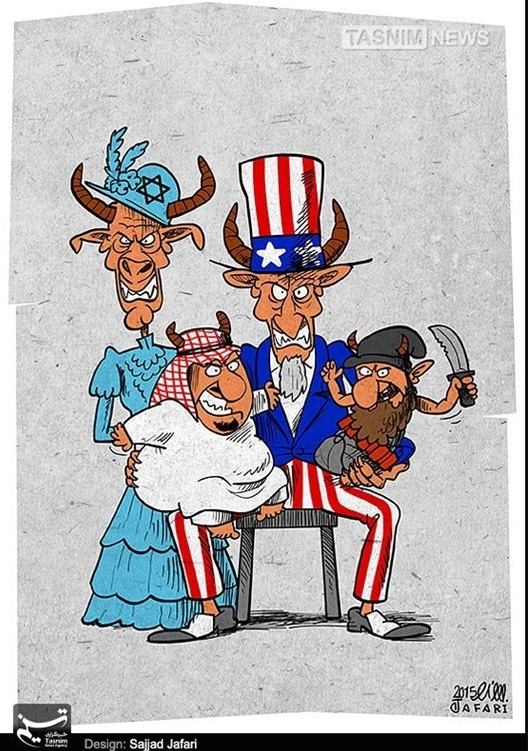
کاریکاتور شیطان بزرگ و شیاطین کوچک

## تاریخچهٔ استفاده
طبق برخی منابع روح‌الله خمینی، رهبر انقلاب ایران، برای اولین بار این اصطلاح را در معنای معاصر آن به کار برد. اسرائیل در سال ۱۹۷۹ از سوی خمینی هنگامی که به حمایت اسرائیل از شاه، روابط نزدیک اسرائیل با ایالات متحده و درگیری اسرائیل و فلسطین، اشاره می‌کرد، به عنوان «شیطان کوچک» محکوم شد.
طبق منابع دیگر، مانند گلاسکو هرالد، سرهنگ قذافی رهبر لیبی در ژوئیهٔ ۱۹۸۰ اظهار داشت که «اسرائیل شیطان کوچک است».
نخست‌وزیر اسرائیل، بنیامین نتانیاهو، در سفر خود به ایالات متحده، هنگام اشاره به سخنان رهبران ایرانی، از این عبارت استفاده کرد و اظهار داشت: «برای ملاهای حاکم بر تهران، اسرائیل شیطان کوچک و آمریکا شیطان بزرگ است.»

## معاصر
در دروازهٔ مرزی فاطمه، یک دروازهٔ مرزی لبنانی در نزدیکی اسرائیل، دو ستون برای مردم ساخته شده است تا سنگسار نمادین شیطان کوچک (اسرائیل) و شیطان بزرگ (ایالات متحده) را انجام دهند. امید می‌رود که مردم لبنان این کار را به جای سنگ‌اندازی به سربازان اسرائیلی انجام دهند. حزب‌الله نیز که همان ایدئولوژی سیاسی یکسانی با ایران دارد، از اسرائیل به عنوان رژیم صهیونیستی و شیطان کوچک یاد می‌کند.

## تحلیل و بررسی
بر اساس نوشتهٔ زئوف مگن در وال استریت ژورنال، در ایران یک تمایز اساسی میان به «شیطان بزرگ» و «شیطان کوچک» وجود دارد که نباید نادیده گرفته شود. اگرچه آنها شعارهای «مرگ بر آمریکا» و «مرگ بر اسرائیل» را با شور و حرارت برابر سر می‌دهند، «آنها از نظر تاکتیکی می‌دانند که شیطان بزرگ . . . بزرگ است.» بنیامین نتانیاهو در سخنرانی خود در کمیته اصلاحات دولت مجلس نمایندگان ایالات متحده گفت که «سربازان اسلام ستیزه‌جو» اسرائیل را «شیطان کوچک» می‌نامند «تا آن را از کشوری که همیشه شیطان بزرگ بوده و خواهد بود متمایز کنند.»